# Granja de servidores

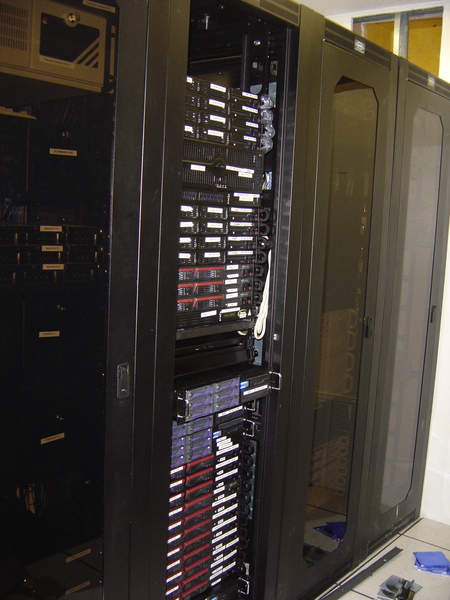
Una fila de bastidores en una granja de servidores

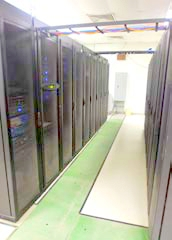
Esta granja de servidores es compatible con las diversas redes informáticas de la Joint Task Force Guantanamo

Una granja de servidores o un clúster de servidores (del inglés server farm) es una colección de servidores informáticos, generalmente mantenidos por una organización para proporcionar una funcionalidad de servidor mucho más allá de la capacidad de una sola máquina. A menudo consisten en miles de computadoras que requieren una gran cantidad de energía para funcionar y mantenerse frescas. En el nivel de rendimiento óptimo, una granja de servidores tiene enormes costos financieros y ambientales. A menudo incluyen servidores de respaldo que pueden asumir las funciones de los servidores primarios que pueden fallar. Las granjas de servidores generalmente se ubican junto con los conmutadores y/o enrutadores de red que permiten la comunicación entre las diferentes partes del clúster y los usuarios del clúster. Los "agricultores (farmers)" de servidores generalmente montan computadoras, enrutadores, fuentes de alimentación y dispositivos electrónicos relacionados en bastidores de 19 pulgadas en una sala de servidores o centro de datos.

## Aplicaciones
Las granjas de servidores se utilizan comúnmente para la computación en clúster. Muchas supercomputadoras modernas comprenden granjas de servidores gigantes de procesadores de alta velocidad conectados por Gigabit Ethernet o interconexiones personalizadas como Infiniband o Myrinet. El alojamiento web es un uso común de una granja de servidores; dicho sistema a veces se conoce colectivamente como una granja web (web farm). Otros usos de las granjas de servidores incluyen simulaciones científicas (como la dinámica de fluidos computacional) y la representación de imágenes generadas por computadora en 3D (ver Render farm).
Las granjas de servidores se utilizan cada vez más en lugar de o además de las computadoras centrales por parte de las grandes empresas. En las granjas de servidores grandes, la falla de una máquina individual es un evento común: las granjas de servidores grandes brindan redundancia, conmutación por error automática y reconfiguración rápida del clúster de servidores.

## Performance

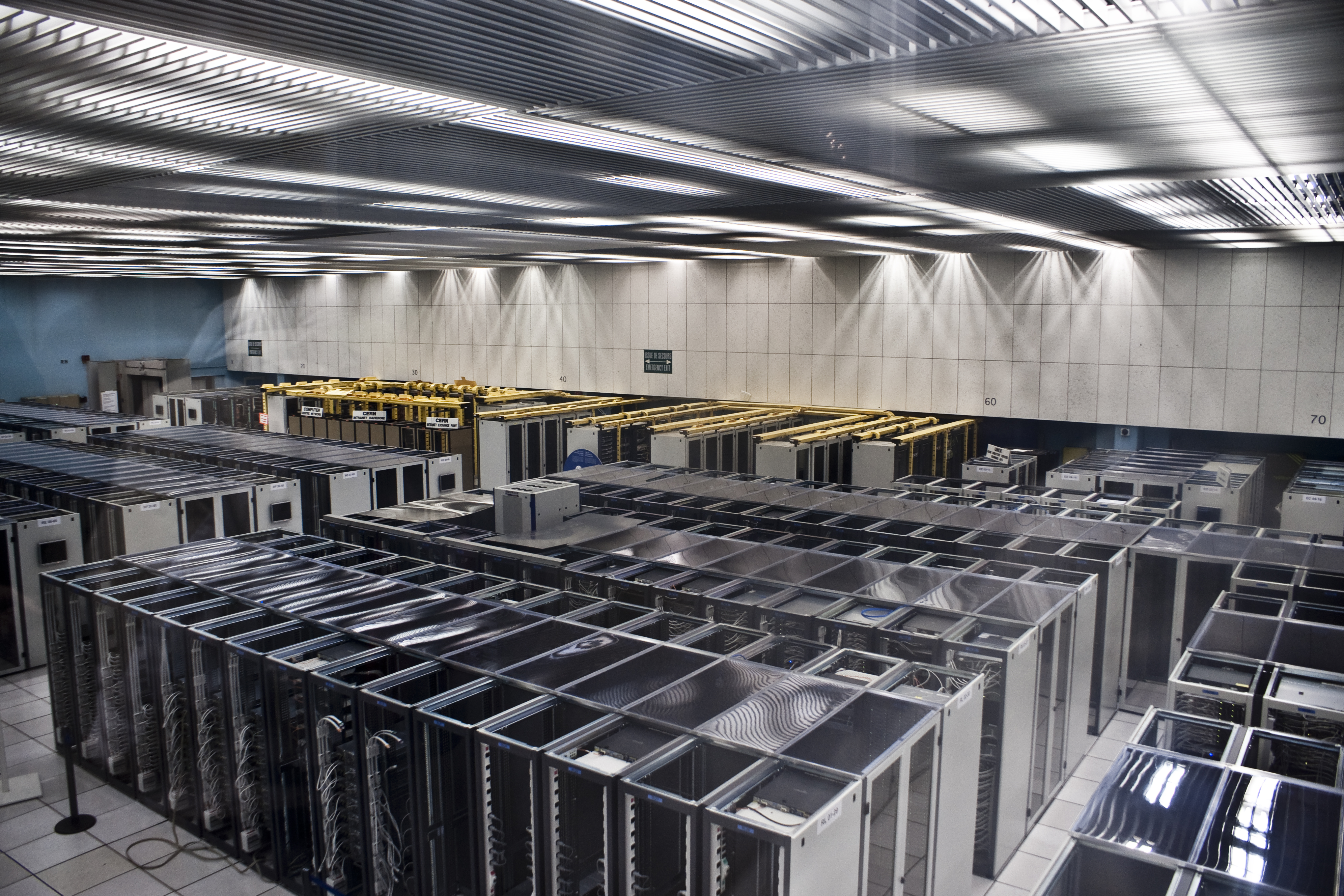
Sala de servidores en el CERN (Suiza)

El rendimiento de las granjas de servidores más grandes (miles de procesadores y más) generalmente está limitado por el rendimiento de los sistemas de enfriamiento del centro de datos y el costo total de electricidad en lugar del rendimiento de los procesadores. Las computadoras en las granjas de servidores funcionan las 24 horas del día, los 7 días de la semana y consumen grandes cantidades de electricidad. Por esta razón, el parámetro de diseño crítico para sistemas grandes y continuos tiende a ser el rendimiento por vatio en lugar del costo del rendimiento máximo o (rendimiento máximo/(unidad * costo inicial)). Además, para los sistemas de alta disponibilidad que deben funcionar las 24 horas del día, los 7 días de la semana (a diferencia de las supercomputadoras que se pueden apagar y encender según la demanda y también tienden a funcionar con usos mucho más altos), se presta más atención a las funciones de ahorro de energía, como la velocidad de reloj variable. y la capacidad de apagar partes de la computadora, partes del procesador y computadoras completas (WoL y virtualización) según la demanda sin interrumpir los servicios. La red que conecta los servidores en una granja de servidores también es un factor esencial en el rendimiento general, especialmente cuando se ejecutan aplicaciones que procesan grandes volúmenes de datos.

### Rendimiento por vatio
EEMBC EnergyBench, SPECpower y Transaction Processing Performance Council TPC-Energy son puntos de referencia diseñados para predecir el rendimiento por vatio en una granja de servidores. La energía utilizada por cada rack de equipo se puede medir en la unidad de distribución de energía . Algunos servidores incluyen hardware de seguimiento de energía para que las personas que ejecutan la granja de servidores puedan medir la energía utilizada por cada servidor. La energía utilizada por toda la granja de servidores puede informarse en términos de eficacia del uso de energía o eficiencia de la infraestructura del centro de datos.
Según algunas estimaciones, por cada 100 vatios gastados en el funcionamiento de los servidores, se necesitan aproximadamente otros 50 vatios para enfriarlos. Por esta razón, la ubicación de una granja de servidores puede ser tan importante como la selección del procesador para lograr la eficiencia energética. Islandia, que tiene un clima frío todo el año, así como un suministro de electricidad geotérmica barata y sin emisiones de carbono, está construyendo su primer gran sitio de alojamiento de servidores. Se están instalando cables de fibra óptica desde Islandia hasta América del Norte y Europa para permitir que las empresas localicen sus servidores en Islandia. Otros países con condiciones favorables, como Canadá, Finlandia, Suecia y Suiza, están tratando de atraer centros de datos de computación en la nube. En estos países, el calor de los servidores se puede ventilar de manera económica o se puede usar para ayudar a calentar edificios, lo que reduce el consumo de energía de los calentadores convencionales.